# El Ramie
El Ramie är en ort i Mexiko.   Den ligger i kommunen Playa Vicente och delstaten Veracruz, i den sydöstra delen av landet, 400 km öster om huvudstaden Mexico City. El Ramie ligger 38 meter över havet och antalet invånare är 269.
Terrängen runt El Ramie är platt. Runt El Ramie är det ganska glesbefolkat, med 24 invånare per kvadratkilometer. Närmaste större samhälle är Playa Vicente, 12,1 km sydväst om El Ramie. Omgivningarna runt El Ramie är en mosaik av jordbruksmark och naturlig växtlighet.